# Epeus indicus
Epeus indicus är en spindelart som beskrevs av Prószynski 1992. Epeus indicus ingår i släktet Epeus och familjen hoppspindlar. Inga underarter finns listade i Catalogue of Life.